# Neosho megye
Neosho megye az Amerikai Egyesült Államokban, azon belül Kansas államban található. Megyeszékhelye Erie, legnagyobb városa Chanute. Lakosainak száma 15 904 fő (2020. április 1.). Neosho megye Allen, Bourbon, Crawford, Labette, Woodson, Montgomery és Wilson megyékkel határos.

## Népesség
A megye népességének változása:
| Lakosok száma | 16 484 | 16 460 | 16 445 | 16 430 | 16 346 | 15 904 |
|               | 2010   | 2011   | 2012   | 2013   | 2015   | 2020   |